# Sertularella whitei
Sertularella whitei is een hydroïdpoliep uit de familie Sertulariidae. De poliep komt uit het geslacht Sertularella. Sertularella whitei werd in 1987 voor het eerst wetenschappelijk beschreven door Rees & Vervoort. 